# Сокиряни (станція)
Сокиря́ни — прикордонна проміжна залізнична станція 4-го класу Івано-Франківської дирекції Львівської залізниці на неелектрифікованій лінії Кельменці — Сокиряни між станціями Романківці (12 км) та Окниця (12 км, Молдовська залізниця). Розташована в однойменному місті Дністровського району Чернівецької області.

## Пасажирське сполучення
До 18 березня 2020 року до/від станції Сокиряни курсували приміські поїзди сполученням Чернівці — Ларга — Сокиряни. Наразі пасажирське сполучення зі станцією припинено на невизначений термін.

## Цікавий факт
Відстань до молдовської станції Окниця залізницею складає 12 км, а по прямій — 4 км.